# Stanisław Stawarz
Stanisław Stawarz (ur. 20 kwietnia 1894 w Warszawie, zm. 30 kwietnia 1940 w Katyniu) – major piechoty Wojska Polskiego, kawaler Orderu Virtuti Militari, ofiara zbrodni katyńskiej.

## Życiorys
Syn Mikołaja i Eleonory z Gruców (ur. 1871). Starszy brat Aleksandra zabitego przez Niemców w Auschwitz. Studiował w Wyższej Szkoły Przemysłowej w Krakowie. Od 1912 w Drużynach Polowych „Sokoła”. Ukończył kurs podoficerski. Od 30 września 1914 w Legionach Polskich, początkowo w 7. kompanii II batalionie 2 pułku piechoty, później szef 8. kompanii w 4 pułku piechoty. 1 lipca 1916 mianowany chorążym. Ukończył szkołę oficerską w Zegrzu. Po kryzysie przysięgowym w armii austriackiej, walczył na wschodnim froncie, skąd zdezerterował. W 1918 wstąpił do POW, a następnie do II Korpusu Polskiego. 
Od listopada 1918 w odrodzonym Wojsku Polskim, w szeregach 4 pułku piechoty, walczył w obronie Przemyśla i Lwowa w walkach z Ukraińcami. Od marca 1919 instruktor kadry i dowódca 2 kompanii w batalionie zapasowym 4 pp Leg., którego pomagał tworzyć. Następnie w oddziale sztabowym DOGen. Kraków. Od 2 sierpnia 1920 dowódca 5 kompanii batalionu zapasowego 4 pp Leg.
  

Szczególnie odznaczył się podczas walk pod Optową, za co został odznaczony orderem „Virtuti Militari” V klasy, a we wniosku o jego nadanie, napisano m.in.:

W walkach pozycyjnych pod Optową, w ostatniej fazie nieprzyjacielskiego ataku na pozycję 4 pp Legionów, chor. Stawarz otrzymał rozkaz powstrzymania przeciwnika, aby osłonić odwrót własnych oddziałów. Mimo silnego naporu Stawarz bronił się dzielnie, obrzucając wroga granatami, następnie wycofał się powoli walcząc na bliską odległość.

Od 15 sierpnia 1924 w stopniu majora. W latach 1923–1925 był przydzielony do Powiatowej Komendy Uzupełnień Kielce na stanowisko oficera instrukcyjnego, pozostając oficerem nadetatowym 2 pułku piechoty Legionów. W marcu 1925 roku został przeniesiony do 4 pp Leg. na stanowisko dowódcy III batalionu. Od 1928 przeniesiony do dowództwa 2 Dywizji Piechoty Legionów w Kielcach, a następnie został dowódcą I batalionu w 38 pułku piechoty Strzelców Lwowskich w Przemyślu. W czerwcu 1932 roku został przeniesiony do Dowództwa Okręgu Korpusu Nr X w Przemyślu na stanowisko komendanta Okręgu Związku Strzeleckiego Nr X. W 1937 został przeniesiony do Państwowego Urzędu Wychowania Fizycznego i Przysposobienia Wojskowego na stanowisko szefa strzelectwa sportowego Komendy Głównej Związku Strzeleckiego w Warszawie. Od marcu 1939 pełnił służbę w PUWFiPW na stanowisku inspektora terenowego KG Związku Strzeleckiego.

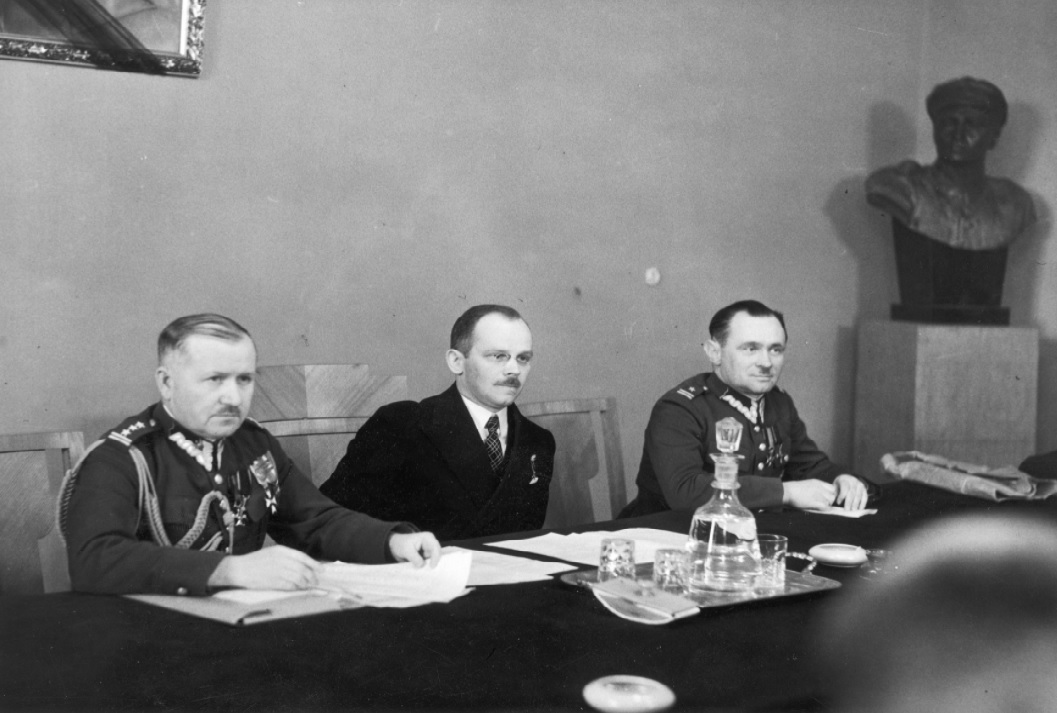
Prezydium Zjazdu Polskiego Związku Strzelectwa Sportowego w Warszawie (1936). Od lewej: płk Stanisław Wecki, pułkownik Leśniewski i mjr Stanisław Stawarz.

Pod koniec sierpnia 1939 został przydzielony do Ośrodka Zapasowego 27 DP we Włodzimierzu Wołyńskim, gdzie po agresji ZSRR na Polskę, we wrześniu 1939 dostał się niewoli sowieckiej. Od grudnia 1939 przebywał w obozie jenieckim w Kozielsku. 28 kwietnia 1940 został przekazany do dyspozycji naczelnika Zarządu NKWD Obwodu Smoleńskiego – lista wywózkowa 052/4 z 27 kwietnia 1940, pozycja 99. 30 kwietnia 1940 został zamordowany w Katyniu przez funkcjonariuszy Obwodowego Zarządu NKWD w Smoleńsku oraz pracowników NKWD przybyłych z Moskwy na mocy decyzji Biura Politycznego KC WKP(b) z 5 marca 1940. Ofiary tej zbrodni grzebano w bezimiennych mogiłach zbiorowych, gdzie od 28 lipca 2000 mieści się oficjalnie Polski Cmentarz Wojenny w Katyniu. W miejscu tym prowadzone były ekshumacje i prace archeologiczne. W 1943 jego ciało zostało zidentyfikowane w toku ekshumacji nadzorowanych przez Niemców pod numerem 2683 – dosłownie opisany jako Stawarz Stanislaw (raport dzienny z 22 maja 1943). Przy jego szczątkach znaleziono: legitymację oficerską MSWojsk, legitymację Krzyża „Virtuti Militari” oraz świadectwo szczepienia w Kozielsku nr 989. Figuruje na liście Komisji Technicznej PCK pod numerem 02683. 30 kwietnia 1946 został uznany za zmarłego w Katyniu, postanowieniem Sądu Grodzkiego w Krakowie.
5 października 2007 minister obrony narodowej Aleksander Szczygło mianował go pośmiertnie na stopień podpułkownika. Awans został ogłoszony 9 listopada 2007 w Warszawie, w trakcie uroczystości „Katyń Pamiętamy – Uczcijmy Pamięć Bohaterów”.

### Życie prywatne
Był żonaty z Jadwigą z Bulsiewiczów (ur. 1896). Miał syna Stanisława Stefana (1920–1944), który poległ w powstaniu warszawskim i córkę Stefanię po mężu Wawszczak (ur. 1921).

## Awanse
- sierżant – 1915[4]
- chorąży – 1 lipca 1916[4]
- podporucznik – 21 stycznia 1919[4]
- porucznik – 14 lutego 1920[4]
- kapitan – 25 sierpnia 1920[4]
- major – 1924[4]

## Ordery i odznaczenia
- Krzyż Srebrny Orderu Wojskowego Virtuti Militari nr 6217 – 17 maja 1922[4][29][30]
- Krzyż Niepodległości – 6 czerwca 1931[31]
- Krzyż Walecznych dwukrotnie[32]
- Złoty Krzyż Zasługi – 10 listopada 1928[33][32]
- Państwowa Odznaka Sportowa[34]

## Upamiętnienie
10 listopada 2009, ramach akcji „Katyń... pamiętamy” / „Katyń... Ocalić od zapomnienia”, w parku Jerzmanowskich w Krakowie, przy ul. Górników, z inicjatywy Publishing School, zostały zasadzone dwa Dęby Pamięci, z których jeden honoruje Stanisława Stawarza. W uroczystości tej wzięła udział m.in. jego córka Stefania.